# Economia Letoniei
Economia Letoniei a crescut cu 10% în anii 2006 și 2007, dar a intrat în recesiune în 2008, cu un deficit bugetar nesustenabil și datorii externe mari. Odată cu prăbușirea celei de a doua cea mai mare bancă din țară, economia s-a contractat cu 18% în 2009.
Țara a fost una dintre cele mai dur lovite de criză, dar făcând parte din zona euro, nu a atras atenția mass-media. Din 2010 situația s-a îmbunătățit. În 2012, economia letonă a crescut cu 5,6%, dar nu a recuperat valorile de dinaintea crizei. Fondul Monetar Internațional a prezentat Letonia ca un exemplu de succes al politicilor anti-criză bazate pe măsuri de austeritate.
Economia Letoniei se bazează în principal pe agricultură și industria textilă și metalurgică. În prezent, turismul în curs de dezvoltare este o sursă importantă de venituri, datorită patrimoniului istoric al țării. Trecerea de la o economie de piață a generat tulburări (10% șomaj și deficit bugetar) și sacrificii în politicile sociale. Exporturile au reprezentat aproximativ o treime din PIB.